# Rupertsbühl
Rupertsbühl ist einer von 25 Ortsteilen der Gemeinde Wiesent im Oberpfälzer Landkreis Regensburg in Ostbayern.

## Geografie und Verkehrsanbindung
Der Weiler liegt nordöstlich des Kernortes Wiesent und nördlich von Dietersweg. Die Staatsstraße St 2146 verläuft östlich. Im Ort hat der Rupertsbühler Bach seine Quelle.

## Geschichte
Von 1946 bis zum 1. Januar 1972 gehörte Rupertsbühl zur damals eigenständigen Gemeinde Dietersweg.